# UBE三菱セメント
UBE三菱セメント株式会社（ユービーイーみつびしセメント、英文社名：Mitsubishi UBE Cement Corporation、略称：MUCC）は、日本の大手セメント製造会社。三菱グループの三菱広報委員会および三和グループのみどり会の会員企業である。
三菱マテリアルおよびUBE（旧：宇部興産）がそれぞれ50%ずつ出資して両社のセメント関連の事業を統合した関連会社（持分法適用会社）として2021年4月に設立され、2022年4月に営業が開始された。2025年5月、東京証券取引所への株式の上場の準備が開始された。
セメント関連の事業の売上高は、日本企業としては太平洋セメントに次いで2番目に大きい。

## 概要

### 国内の主な事業

#### セメント事業
セメントの中でも「耐硫酸塩ポルトランドセメント」は、同社の国内での販売シェアは100%である。
同社が福岡県で保有する九州工場のセメントクリンカーの製造能力（762万トン／年）は、国内のセメント工場の中で最大である。セメントの主原料の石灰石は、同社が福岡県で保有する東谷鉱山からベルトコンベアで九州工場へ輸送されている。
同社は山口県において、全長約32 kmの日本最長の私道である宇部伊佐専用道路を保有する。この私道では、同社の伊佐鉱山で採取された石灰石や、同社の山口工場（伊佐地区）で製造されたセメントクリンカーが、同社の山口工場（宇部地区）へ向けて牽引自動車で輸送されている。宇部地区へ輸送された石灰石やセメントクリンカーは、最終的にセメントとなって出荷される。
同社は岩手県と埼玉県においてもセメント工場を保有し、セメントを生産している。岩手県の岩手工場は同社の長坂鉱山から石灰石の供給を受け、埼玉県の横瀬工場は子会社の宇根鉱山から石灰石の供給を受けている。

#### 建設資材事業
子会社を通じて多様な建設資材が製造・販売されている。

#### 資源事業
同社は複数の石灰石の鉱山を保有している。鉱山から採掘された石灰石は、セメント・骨材・石灰製品・鉄鋼・化学など、様々な用途に使用される。山口県において同社の子会社が石灰石を用いて製造するマグネシアクリンカーは、国内での製造シェアが100%であり、その製造能力は世界最大級である。
その他にも、セメント原料の珪石や、骨材の砂岩および安山岩や、燃料の石炭の鉱山が開発されている。

#### 環境エネルギー事業
様々な廃棄物が燃料やセメント原料として使用されている。トクヤマと共同で、ごみ焼却灰のセメント原料化が行われている。
脱炭素に寄与するバイオマス炭化燃料が製造されている。神戸製鋼所と共同で、バイオマス炭化燃料の製造・販売の事業化が検討されている。
石炭の中継基地としては国内最大規模の宇部コールセンターをUBE三菱セメントは保有し、ここから石炭・石油コークス・バイオマス燃料が供給されている。
火力発電所の宇部発電所が山口県宇部市で操業されている。

#### 研究開発
セメント・コンクリートや脱炭素に関する研究が行われている。

### 海外の主な事業

#### 米国
米国のカリフォルニア州とネバダ州においては、UBE三菱セメントと三菱商事との複数の合弁会社（子会社）を通じて、鉱山（石灰石および骨材の鉱山）の開発、セメントの製造・輸入、生コンクリートの製造が一貫して行われている。本事業は、UBE三菱セメントの海外事業の主力である。米国の南カリフォルニア地区において、子会社の生コンクリートのシェアは約40%で、同地区で最も高い。
米国領土のグアムと北マリアナ諸島において、グループ会社を通じてコンクリート事業が展開されている。

#### ベトナム
同社が19.5%出資するベトナムの企業を通じて、石灰石の鉱山開発とセメント工場の操業が行われている。

#### オーストラリア
同社の子会社は、オーストラリアのワークワース炭鉱の権益の6%を保有している。
同社と伊藤忠商事がオーストラリアのベンチャー企業に出資し、炭酸塩を人工的に製造する技術開発に参画している。

#### シンガポール
同社の子会社が、シンガポールでセメントを輸入・販売している。

### 地球温暖化への対策
脱炭素へ向けた同社の取組は以下の通りである。
- バイオマス炭化燃料を製造[32]。
- 下水汚泥の燃料としての利用の技術開発[52][53][54]
- セメント製造プロセスにおける世界初のアンモニア燃焼の試み[55]
- CO2を用いたメタネーションの技術開発[56]
- マレーシア沖でのCO2の貯留の検討[57]
- 製造時のCO2排出量が少ないコンクリートの開発[58]
- 炭酸塩を人工的に製造する技術の開発[48][59]

## 設立の経緯
1990年代後半のセメント販売量の国内シェアは、1位が秩父小野田、2位が住友大阪セメント、3位が日本セメント、4位が三菱マテリアル、5位が宇部興産であった。
1998年、宇部興産と三菱マテリアルは物流・販売の機能を統合させるため、それぞれ50%ずつ出資して宇部三菱セメント株式会社を設立した。セメントの生産機能の統合も検討されたが、条件が折り合わず、中断された。同年、秩父小野田と日本セメントが合併し、太平洋セメントとなった。
1999年、宇部興産と三菱マテリアルの研究開発の機能が統合され、株式会社宇部三菱セメント研究所が設立された。
2009年7月、宇部三菱セメント研究所が解消され、研究開発の機能を両親会社へ戻した。その結果、セメントの研究開発・生産は両親会社で別々に行い、物流・販売は宇部三菱セメントを通じて共同で行う体制となった。
2020年9月、宇部興産と三菱マテリアルは、セメント関連の事業すべてを統合する最終契約書を締結した。国内でのセメント需要の減少や脱炭素への対応など、厳しい事業環境に対処するためには、統合による合理化・相乗効果が必要であると判断されたことが理由である。
2022年4月、両社のセメント関連の事業すべてを新会社「UBE三菱セメント株式会社」に移し、UBE三菱セメントが宇部三菱セメントを吸収合併して事業統合が完了した。同時に、宇部興産が社名をUBEへ変更した。

## 沿革
- 1920年 - 豊国セメント株式会社がセメント生産を開始[69]。
- 1925年 - 宇部セメント製造株式会社がセメント生産を開始[69]。
- 1942年 - 宇部セメント製造株式会社、宇部窒素工業株式会社、沖ノ山炭鉱株式会社、株式会社宇部鉄工所の4社が合併して宇部興産株式会社が設立[70]。
- 1973年 - 豊国セメント株式会社、三菱鉱業株式会社、三菱セメント株式会社の3社が合併して三菱鉱業セメント株式会社が設立[13]。
- 1982年 - 宇部興産専用道路（現在の宇部伊佐専用道路）が開通[67]。
- 1988年 - 三菱鉱業セメント株式会社が米国でのセメント事業を開始[67]。
- 1990年 - 三菱鉱業セメントと三菱金属が合併し、三菱マテリアル株式会社が設立[13]。
- 1991年 - 三菱マテリアルが、セメント企業の東北開発株式会社を合併[24][67]。
- 1998年 - 宇部興産と三菱マテリアルの折半出資により宇部三菱セメント株式会社を設立。物流・販売の機能を統合[63]。
- 1999年 - 宇部興産と三菱マテリアルの研究開発の機能を統合させるため、株式会社宇部三菱セメント研究所が設立[63]。
- 2009年 - 宇部三菱セメント研究所が解消され、研究開発の機能が両親会社に戻る[63]。
- 2020年9月29日 - 宇部興産、三菱マテリアルがセメント関連の事業すべての統合に関する最終契約を締結[64]。
- 2021年4月14日 - C統合準備株式会社を設立[12]。
- 2022年
  - 1月1日 - C統合準備株式会社がUBE三菱セメント株式会社へ商号変更[71][72]。
  - 4月1日 - 宇部興産と三菱マテリアルのセメント関連の事業すべてをUBE三菱セメントへ移し、UBE三菱セメントが宇部三菱セメントを吸収合併[67]。同時に、宇部興産はUBE株式会社に社名変更[68]。
- 2023年10月 - 子会社の宇部建設資材販売が、三菱商事株式会社の子会社の三菱商事建材株式会社のセメント等販売事業と統合し、MUCC商事株式会社が設立。

## 製品・サービス
セメント
セメント、セメント系固化材
建設資材
補修材、副資材、グラウト材、半たわみ性舗装用注入材、除草シート、防水材、左官材、セルフレベリング材、コンクリート資材、内装材、耐震補強工法
資源
石灰石、骨材、石灰製品、マグネシア関連製品、ファインマテリアル製品
環境エネルギー
環境リサイクル、石炭、電力、バイオマス炭化燃料
生活関連用品
珪藻土製品、ヘルスケア製品

## 事業所

### 本社
- 東京都千代田区内幸町2-1-1　飯野ビルディング

### 支店
- 北海道支店 - 札幌市中央区北5条西6-2-2　札幌センタービル
- 東北支店 - 仙台市青葉区一番町4-1-25　JRE東二番丁スクエア
- 東京支店 - 東京都千代田区内幸町2-1-1　飯野ビルディング
- 北陸支店 - 石川県金沢市広岡 3-1-1　金沢パークビル
- 名古屋支店 - 名古屋市中区錦2-4-3　錦パークビル
- 大阪支店 - 大阪市北区天満橋1-8-30　OAPタワー
- 中国支店 - 広島市中区紙屋町2-1-22　広島興銀ビル
- 四国支店 - 香川県高松市亀井町5-1　百十四ビル
- 九州支店 - 福岡市中央区天神1-12-20　日之出天神ビル
  - 沖縄営業所 - 沖縄県那覇市久茂地1-12-12　ニッセイ那覇センタービル

### 工場

#### 国内の工場（生コンクリート工場は省略）
| 拠点                                              | 所在地             | 主な生産品                              | 操業会社                                   |
| ------------------------------------------------- | ------------------ | --------------------------------------- | ------------------------------------------ |
| 【セメント工場】                                  |                    |                                         |                                            |
| 岩手工場                                          | 岩手県一関市       | セメント                                | UBE三菱セメント                            |
| 横瀬工場                                          | 埼玉県秩父郡横瀬町 | セメント                                | UBE三菱セメント                            |
| 山口工場（宇部地区）                              | 山口県宇部市       | セメント                                | UBE三菱セメント                            |
| 山口工場（伊佐地区）                              | 山口県美祢市       | セメント                                | UBE三菱セメント                            |
| 九州工場（苅田第一地区） - 日本最大のセメント工場 | 福岡県京都郡苅田町 | セメント                                | UBE三菱セメント                            |
| 九州工場（苅田第二地区）                          | 福岡県京都郡苅田町 | セメント                                | UBE三菱セメント                            |
| 九州工場（黒崎地区）                              | 福岡県北九州市     | セメント                                | UBE三菱セメント                            |
| 【無機材料 工場】                                 |                    |                                         |                                            |
| 東北鉄興社                                        | 岩手県一関市       | 生石灰、消石灰、タンカル 。             | 東北鉄興社 - UBE三菱セメントの孫会社       |
| 生川工場                                          | 埼玉県秩父郡横瀬町 | 生石灰、消石灰、タンカル                | 菱光石灰工業 - UBE三菱セメントの子会社     |
| 千葉工場                                          | 千葉県市原市       | 生石灰、消石灰、タンカル                | 宇部マテリアルズ - UBE三菱セメントの子会社 |
| 美祢工場                                          | 山口県美祢市       | 生石灰、消石灰、タンカル                | 宇部マテリアルズ - UBE三菱セメントの子会社 |
| 宇部工場                                          | 山口県宇部市       | マグネシアクリンカー - 国内シェア 100 % | 宇部マテリアルズ - UBE三菱セメントの子会社 |
| 【建設資材 工場】                                 |                    |                                         |                                            |
| 東京SL材センター                                  | 東京都江東区       | セルフレベリング材                      | MUマテックス - UBE三菱セメントの子会社     |
| 千葉防水材工場                                    | 千葉県市原市       | 防水材                                  | MUマテックス - UBE三菱セメントの子会社     |
| 富士工場                                          | 静岡県富士市       | 建設資材                                | MUマテックス - UBE三菱セメントの子会社     |
| 大阪SL材センター                                  | 大阪府堺市         | セルフレベリング材                      | MUマテックス - UBE三菱セメントの子会社     |

#### 海外の工場（生コンクリート工場は省略）
| 拠点                 | 所在地                 | 主な生産品 | 操業 会社                                                |
| -------------------- | ---------------------- | ---------- | -------------------------------------------------------- |
| 【セメント工場】     |                        |            |                                                          |
| クッシェンベリー工場 | 米国・カリフォルニア州 | セメント   | Mitsubishi Cement Corporation - UBE三菱セメントの子会社  |
| ギソンセメント社     | ベトナム・タインホア省 | セメント   | Nghi Son Cement Corporation - UBE三菱セメントが19.5%出資 |

### 鉱山

#### 国内の鉱山
| 拠点            | 所在地             | 主な採掘物 | 操業 会社                                  |
| --------------- | ------------------ | ---------- | ------------------------------------------ |
| 【石灰石 鉱山】 |                    |            |                                            |
| 長坂鉱山        | 岩手県一関市       | 石灰石     | UBE三菱セメント                            |
| 伊佐鉱山        | 山口県美祢市       | 石灰石     | UBE三菱セメント                            |
| 東谷鉱山        | 福岡県北九州市     | 石灰石     | UBE三菱セメント                            |
| 東鉄松川鉱山    | 岩手県一関市       | 石灰石     | 東北鉄興社 - UBE三菱セメントの孫会社       |
| 宇根鉱山        | 埼玉県秩父郡横瀬町 | 石灰石     | 菱光石灰工業 - UBE三菱セメントの子会社     |
| 宇部苅田鉱山    | 福岡県京都郡苅田町 | 石灰石     | 技建工務所 - UBE三菱セメントの共同鉱業権者 |
| 新大分鉱山      | 大分県津久見市     | 石灰石     | 大分鉱業 - UBE三菱セメントが25%出資        |
| 【珪石 鉱山】   |                    |            |                                            |
| 平野山鉱山      | 山口県美祢市       | 珪石       | UBE三菱セメント                            |
| 於福鉱山        | 山口県美祢市       | 珪石       | UBE三菱セメント                            |
| 新鳶ヶ巣鉱山    | 福岡県北九州市     | 珪石       | UBE三菱セメント                            |
| 【骨材 鉱山】   |                    |            |                                            |
| 福井砕石所      | 北海道札幌市       | 安山岩     | 北菱産業埠頭 - UBE三菱セメントの子会社     |
| 八王子工場      | 東京都八王子市     | 硬質砂岩   | 菱光石灰工業 - UBE三菱セメントの子会社     |
| 【炭鉱】        |                    |            |                                            |
| 美唄炭鉱        | 北海道美唄市       | 石炭       | 北菱産業埠頭 - UBE三菱セメントの子会社     |

#### 海外の鉱山（骨材鉱山は省略）
| 拠点                 | 所在地                                    | 主な採掘物 | 操業 会社                                                                                          |
| -------------------- | ----------------------------------------- | ---------- | -------------------------------------------------------------------------------------------------- |
| 【石灰石 鉱山】      |                                           |            | |
| クッシェンベリー鉱山 | 米国・カリフォルニア州                    | 石灰石     | Mitsubishi Cement Corporation - UBE三菱セメントの子会社                                            |
| ギソンセメント社     | ベトナム・ゲアン省                        | 石灰石     | Nghi Son Cement Corporation - UBE三菱セメントが19.5%出資                                           |
| 【炭鉱】             |                                           |            | |
| ワークワース炭鉱     | オーストラリア・ ニューサウスウェールズ州 | 石炭       | Mitsubishi Materials (Australia) Pty., Ltd. - UBE三菱セメントのグループ会社 - 炭鉱の権益の6%を保有 |

### 研究所
- 豊洲研究所 - 東京都江東区
- 横瀬研究所 - 埼玉県秩父郡
- 宇部研究所 - 山口県宇部市

### エネルギー系拠点
- 宇部コールセンター - 山口県宇部市
- 石炭技術センター - 山口県宇部市
- 宇部発電所 - 山口県宇部市

## グループ会社など

### 海外グループ会社
| 国             | 企業名                                      | 日本語での通称                               |
| -------------- | ------------------------------------------- | -------------------------------------------- |
| 米国           | FPA Pacific Corporation                     |                                              |
| 米国           | Hawaiian Rock Products Corporation          | ハワイアン・ロック・プロダクツ社             |
| 米国           | MCC Development Corporation                 | 米国三菱セメント開発社 MCCデベロップメント社 |
| 米国           | Mitsubishi Cement Corporation               | 米国三菱セメント社                           |
| 米国           | Nevada Ready Mix Corporation                | ネバダ・レディミックス社                     |
| 米国           | Robertson's Ready Mix, Limited              | ロバートソン・レディミックス社               |
| オーストラリア | Mitsubishi Materials (Australia) Pty., Ltd. | 豪州三菱マテリアル社                         |
| シンガポール   | UBE Singapore Pte. Ltd.                     | UBEシンガポール社                            |

### 海外事業拠点（上記以外）
| 国       | 企業名                      | 日本語での通称   |
| -------- | --------------------------- | ---------------- |
| 米国     | MCC Terminal Inc.           | MCCターミナル社  |
| ベトナム | Nghi Son Cement Corporation | ギソンセメント社 |

### 国内グループ会社
- 株式会社釧路宇部
- 別海宇部コンクリート工業株式会社
- 株式会社北海道宇部
- 北海道宇部運送株式会社
- 北菱産業埠頭株式会社
- 北菱砕石株式会社
- 北菱物流株式会社
- 株式会社東北鉄興社
- 一関レミコン株式会社
- 大協企業株式会社
- 株式会社平泉
- 株式会社マテリアル東北
- 有限会社アール・コマ
- MUマテックス株式会社
- MUCC商事株式会社
- 株式会社エムユー情報システム
- 株式会社関東宇部ホールディングス
- 関東宇部コンクリート工業株式会社
- 関東生コン輸送株式会社
- 三信通商株式会社
- 新興運輸倉庫株式会社
- 株式会社東京菱光コンクリート
- 菱光石灰工業株式会社
- 小澤商事株式会社
- 千葉宇部コンクリート工業株式会社
- 北陸宇部コンクリート工業株式会社
- 株式会社富士宇部
- 東海菱光株式会社
- 株式会社関西宇部
- 新関西菱光株式会社
- 株式会社ニシハリマ宇部
- 中国菱光株式会社
- 中四国宇部コンクリート工業株式会社
- 萩森興産株式会社
- 萩森物流株式会社
- MUアークライン株式会社
- UICコンサルタント株式会社
- MUセメントサービス株式会社
- 宇部サンド工業株式会社
- 宇部マテリアルズ株式会社
- 山口エコテック株式会社
- 鹿野宇部コンクリート工業株式会社
- サンヨー宇部株式会社
- 北九州宇部コンクリート株式会社
- 西部建設株式会社
- 西部生コンクリート株式会社
- 筑紫菱光株式会社
- 豊國商事株式会社
- 株式会社マテリアル九州
- 安川生コンクリート工業株式会社
- 長崎中央生コン株式会社
- 株式会社大分宇部
- 大分鉱業株式会社

## 加盟団体
- 三菱グループ
  - 三菱広報委員会[9][注 1]
- 三和グループ
  - みどり会[10][注 1]
- 一般財団法人カーボンフロンティア機構[78]
- 一般社団法人カーボンリサイクルファンド[79]
- 一般社団法人九州経済連合会[80]
- 一般社団法人資源・素材学会[81]
- 一般社団法人セメント協会[82]
- 一般社団法人日本エネルギー学会[83]
- 九州環境エネルギー産業推進機構[84]
- 石灰石鉱業協会[85]

## 歴代社長

### 宇部三菱セメント株式会社
| 代 | 氏名        | 在任期間        | 出身校                                 | 出身会社       |
| -- | ----------- | --------------- | -------------------------------------- | -------------- |
| 1  | 久保田 俊也 | 1998年 - 2001年 | 成蹊大学 政治経済学部                  | 三菱マテリアル |
| 2  | 和田 一雄   | 2001年 - 2004年 | 東京大学 法学部                        | 宇部興産       |
| 3  | 森 榮       | 2004年 - 2006年 | 東京水産大学 漁業学科、神戸大学 法学部 | 三菱マテリアル |
| 4  | 松本 卓     | 2006年 - 2009年 | 慶應義塾大学 商学部                    | 宇部興産       |
| 5  | 清川 浩男   | 2009年 - 2012年 | 一橋大学 法学部                        | 三菱マテリアル |
| 6  | 関谷 一眞   | 2012年 - 2014年 | 京都大学 法学部                        | 宇部興産       |
| 7  | 氣仙伊作    | 2014年 - 2016年 | 慶應義塾大学 法学部                    | 三菱マテリアル |
| 8  | 上田 淳     | 2016年 - 2022年 | 中央大学 法学部                        | 宇部興産       |

### UBE三菱セメント株式会社
| 代 | 氏名      | 在任期間        | 出身校          | 出身会社       |
| -- | --------- | --------------- | --------------- | -------------- |
| 1  | 小山 誠   | 2022年 - 2025年 | 九州大学 工学部 | 宇部興産       |
| 2  | 平野 和人 | 2025年 -        | 上智大学 法学部 | 三菱マテリアル |